# Programma della regione del Pacifico per l'ambiente
Il Programma della regione del Pacifico per l'ambiente (Pacific Regional Environment Programme, SPREP) è un'organizzazione internazionale incaricata di promuovere la cooperazione e di supportare la protezione e il miglioramento dell'ambiente delle isole del Pacifico, assicurando il suo sviluppo sostenibile. Fu fondata nel 1982.
Precedentemente denominata Programma della regione del Pacifico del sud per l'ambiente, la parola sud fu tolta nel 2004, in riconoscimento dei membri a nord dell'equatore. L'acronimo SPREP non fu comunque cambiato; l'equivalente francese è PROE, Programme régional océanien de l'environnement.

## Membri
I membri che comprendono il Programma della regione del Pacifico per l'ambiente sono 25, di cui:
21 stati o territori del Pacifico:
- Figi
- Guam
- Isole Cook
- Isole Marianne Settentrionali
- Isole Marshall
- Isole Salomone
- Kiribati

- Micronesia
- Nauru
- Niue
- Nuova Caledonia
- Palau
- Papua Nuova Guinea
- Polinesia francese

- Samoa
- Samoa Americane
- Tokelau
- Tonga
- Tuvalu
- Vanuatu
- Wallis e Futuna

4 paesi sviluppati con interessi diretti nella regione:
- Australia
- Francia
- Nuova Zelanda
- Stati Uniti

## Obiettivi
Il mandato dell'organizzazione è promuovere la cooperazione e l'assistenza nella regione al fine di proteggere e migliorare l'ambiente e di assicurare lo sviluppo sostenibile per le generazioni presenti e future. Credono nell'idea che i popoli delle isole del Pacifico siamo i migliori capaci di pianificare, proteggere, gestire ed utilizzare il loro ambiente per uno sviluppo sostenibile.
I governi e le amministrazioni di questa regione vedono la necessità per l'organizzazione di servire come conduttore per azioni ambientali concertate a livello regionale. La classe dirigente del Programma vuole inviare anche un chiaro segnale alla comunità globale del profondo impegno dei governi e amministratori delle isole del Pacifico verso uno sviluppo sostenibile, specialmente alla luce dei risultati del Vertice mondiale sullo sviluppo sostenibile nella forma del Piano di Attuazione, la Dichiarazione e gli Obiettivi di Sviluppo del Millennio, il Piano d'Azione Barbados e Agenda 21.

## Programmi
Il Segretariato amministra due programmi:
- Ecosistemi dell'Isola, lavora per assistere i paesi e i territori del Pacifico per gestire le risorse delle isole e gli ecosistemi marini, così da poter supportare la vita e i mezzi di sussistenza proteggendo:
  - gli ecosistemi delle isole
  - gli ecosistemi costieri e marini
  - specie di interesse speciale;
  - popoli e istituzioni;
- Futuro del Pacifico, lavora per assistere i paesi e i territori del Pacifico per pianificare e rispondere alle minacce e pressioni sulle isole e sui sistemi oceanici, includendo:
  - la gestione degli accordi ambientali multilaterali e i meccanismi di coordinazione regionale;
  - la segnalazione e il monitoraggio ambientale;
  - i cambiamenti climatici ed atmosfera;
  - la gestione dei rifiuti e il controllo dell'inquinamento;
  - la pianificazione ambientale.